# Chiêu liêu
Chiêu liêu hay còn gọi chiêu liêu hồng, kha tử, xàng, tiếu (danh pháp khoa học: Terminalia chebula) là một loài thực vật có hoa trong họ Trâm bầu. Loài này được Anders Jahan Retzius miêu tả khoa học đầu tiên năm 1789. Nó là loài bản địa miền nam châu Á từ Ấn Độ và Nepal kéo dài về phía đông tới miền tây nam Trung Quốc (Vân Nam), và về phía nam tới Sri Lanka, Malaysia và Việt Nam.

## Hình thái
Chiêu liêu là cây gỗ nhỡ có thể cao tới gần 30m, đường kính thân cây có thể tới 1m. Vỏ thân cây màu xám tro, có nứt dạng vảy hình chữ nhật không đều> Lớp vỏ thân cây dày tới 2 cm có nhiều tầng màu đỏ và nâu nhạt xen kẽ nhau. Lá đơn mọc cách. Phiến lá nguyên có hình trứng hoặc trứng ngược, đầu lá có mũi nhọn (nhọn gấp), đuôi lá hình nêm rộng, phiến dài trung bình 7–10 cm (2,8–3,9 in) và rộng 4,5–10 cm (1,8–3,9 in). Cuống lá dài 1–3 cm (0,39–1,18 in), đỉnh cuống lá có 2-4 tuyến nhỏ. Hệ gân lông chim có 6-10 cặp gân thứ cấp.
Mùa hoa vào tháng 5-6. Hoa nhỏ lưỡng tính, tập trung trên hoa tự. Hoa tự hình bông viên chùy mọc ở nách lá đầu cành, dài từ 5,5 – 10 cm. Hoa nhỏ màu vàng đến trắng đục, không có tràng, có 10 nhị, vòi nhụy nhô cao. Bầu hạ, có 1 ô chứa 1 noãn. Quả hạch hình trứng dài 2–4,5 cm (0,79–1,77 in) rộng 1,2–2,5 cm (0,47–0,98 in), có 5 múi tù. Quả chín vào tháng 8-9, khi chín có màu vàng đến cam hơi nâu.

## Sinh thái và phân bố
Cây có thể được tìm thấy phân bố lên tới cao độ 1.500 mét (4.900 ft) so với mực nước biển. Chiêu liêu ưa sáng, mọc nhiều ven sông suối, các khu rừng thưa lá rộng. Cây tái sinh tốt dưới tán rừng thưa, đất ẩm.
Chiêu liêu phân bố rộng khắp vùng Đông Nam Á, Nam Á, bao gồm Ấn Độ, Bangladesh, Bhutan, Campuchia, Indonesia, Lào, Malaysia, Myanmar, Nepal, Pakistan, Sri Lanka, Thái Lan và Việt Nam. Tại Trung Quốc, nó là loài bản địa tây Vân Nam và được gieo trồng tại các tỉnh Phúc Kiến, Quảng Đông, Quảng Tây cũng như tại Đài Loan.

## Sử dụng
Quả và hạt được sử dụng trong y học cổ truyền Ấn Độ, Tây Tạng, Trung Quốc, Việt Nam. Quả và vỏ cây còn được dùng nhiều trong nguyên liệu nhuộm vải và thuộc da. Gỗ màu nâu vàng nhạt, thớ mịn, khá nặng nhưng thường chỉ dùng trong xây dựng.

## Thành phần hóa học
Một số các glycoside đã được cô lập từ quả chiêu liêu, bao gồm các triterpen như arjunglucoside I, arjungenin, chebuloside I và chebuloside II. Các thành phần khác bao gồm coumarin kết hợp với các axit gallic gọi là chebulin, cũng như các hợp chất phenolic khác như axit ellagic, 2,4-chebulyl-β-D-glucopyranose, axit chebulinic, axit gallic, ethyl gallat, punicalagin, terflavin A, terchebin, luteolin và axit tannic. Axit chebulic là hợp chất axit phenolic cô lập từ quả chín. Axit luteic cũng có thể được cô lập từ vỏ cây.
T. chebula cũng chứa terflavin B, một loại tannin, trong khi axit chebulinic được tìm thấy trong quả.

## Hình ảnh

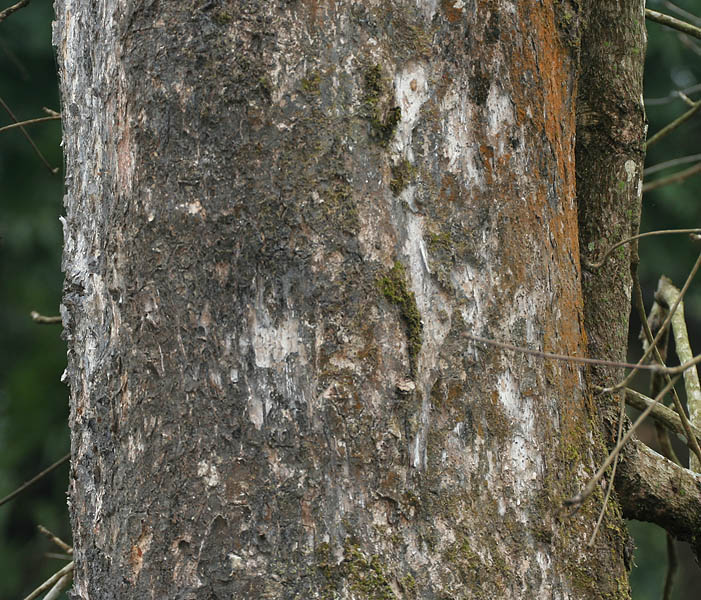
Thân cây chiêu liêu
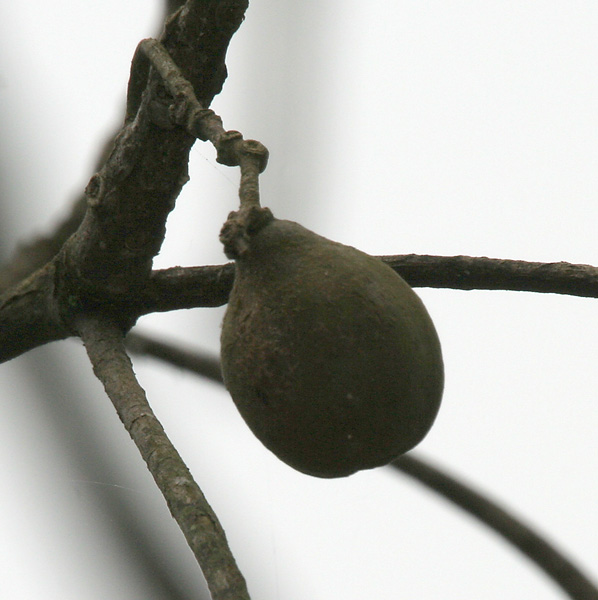
Quả chiêu liêu
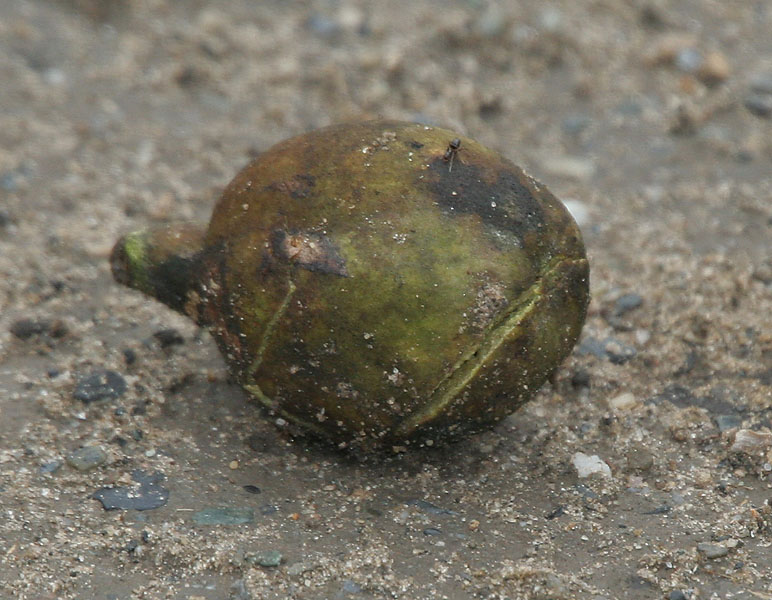
Quả rụng
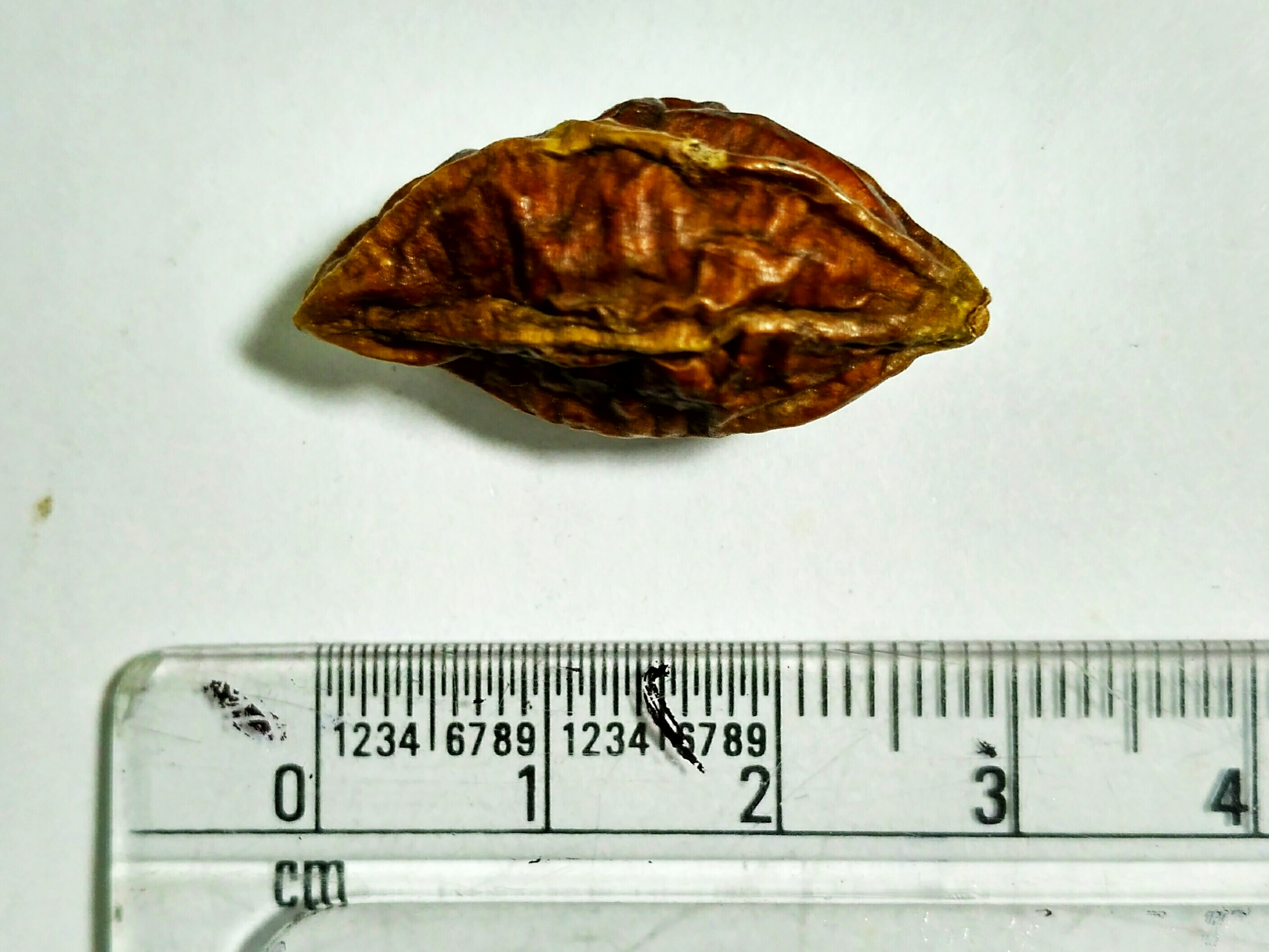
Quả chiêu liêu khô
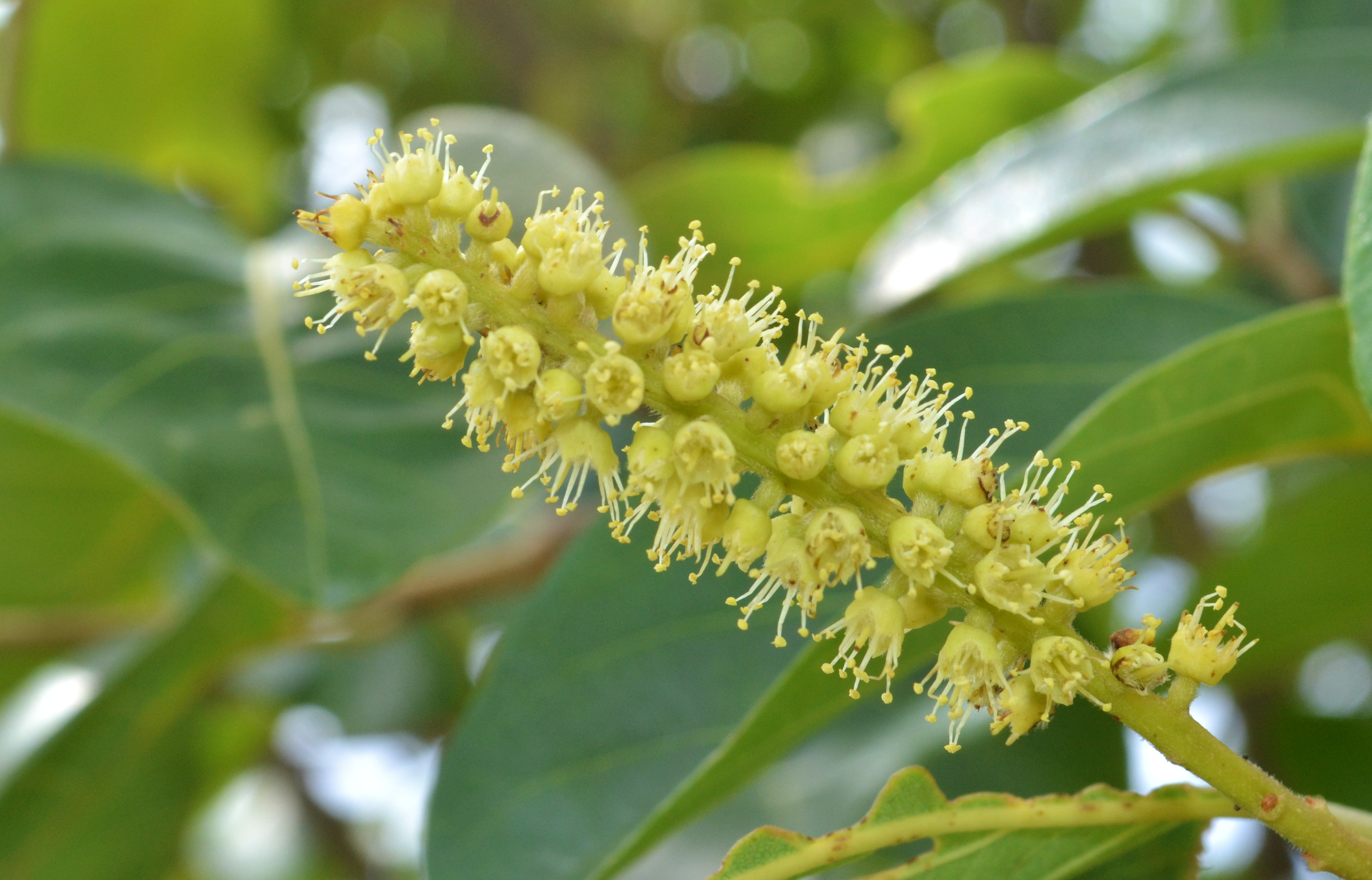
Hoa